# Tipula (Lunatipula) dido malheurensis
Tipula (Lunatipula) dido malheurensis is een ondersoort van de tweevleugelige Tipula (Lunatipula) dido uit de familie langpootmuggen (Tipulidae). De ondersoort komt voor in het Nearctisch gebied.